# Иограф (пещера)
Иограф (пещера) — крупная карстовая пещера на хребте Иограф с небольшим входом в один высокий зал. Археологический и культовый объект.

## Описание
Находится на хребте Иограф у подножия скалы Йерах-Хюль. В 1947 году объявлена памятником природы. Характерна пещерными формами: натечные сталактиты и сталагмиты, небольшие ванны. В VIII—IX вв. здесь находился христианский храм. Рядом с ним — татарский мезарлык (кладбище). Пещера находится на уровне 1200 метров над уровнем моря.
К пещере ведёт Узенбашская тропа. К западу от пещеры находится небольшой грот, получивший название Иограф-2.
Храм сохранялся до конца XIX века, когда алтарь был разобран и вывезен. В 1947 году XX века получил статус памятника природы горного Крыма. В 90-е годы восстановлен, в 1997 году в пещере прошла божественная литургия. В 2000 году над пещерой установлен памятный крест «2000 Р. X.».